# Schengensko območje
Schengensko območje je območje odpravljenih notranjih meja držav Evropske unije in obsega ozemlje 29 evropskih držav, ki so podpisale schengenski sporazum. Ta je bil prvič podpisan v luksemburškem mestu Schengen leta 1985. S podpisom Schengenskega sporazuma so bile odpravljene vse mejne kontrole v Evropski uniji, skupaj s carinskimi kontrolami oseb. V praksi to pomeni sprostitev mejnih kontrol na državnih mejah znotraj območja, medtem ko se okrepljena kontrola izvaja na zunanjih mejah območja.
Schengensko območje uzakonja zakonodaja Evropske unije od amsterdamske pogodbe 1999 dalje, vanj pa so vključene tudi nekatere države, ki niso članice EU: Islandija, Lihtenštajn, Norveška in Švica ter mestne države Monako, San Marino in Vatikan. Na drugi strani schengenskemu območju zaradi aneksov po lastni zahtevi nista priključena Irska in Združeno kraljestvo, medtem ko naj bi se območju v prihodnosti priključili Ciper. Območje Schengena v trenutnem obsegu zajema 4.312.099 km2 oziroma več kot 400 milijonov ljudi.
Prevzemanje schengenskih pravil vključuje odpravljanje mejnih kontrol z ostalimi članicami območja in hkratno krepitev kontrol na mejah z državami nečlanicami. Pomembno je tudi sprejemanje skupnih schengenskih politik o imigracijah tujcev (vključno s schengenskim vizumom), standardizacija mejnih nadzornih sistemov in podatkovnih baz, čezmejno policijsko in pravosodno sodelovanje.
Vrsta dokumenta, ki ga države članice zahtevajo za vstop na svoje ozemlje od tujih državljanov schengenskega območja, je odvisna od pravnega reda posameznih držav, kot tudi posamezne odločitve o začasni vzpostavitvi mejnih kontrol.

## Schengensko območje in Slovenija
Po vstopu v schengensko območje je bil v Sloveniji odpravljen mejni nadzor na mejah z Avstrijo, Italijo in Madžarsko, z letom 2023 pa tudi na meji s Hrvaško.
V Sloveniji je bilo na zunanji meji z Republiko Hrvaško šest nadzornih točk, kjer se je izvajal poostren nadzor oseb ter fitosanitarni, carinski in inšpekcijski nadzor. To so  bili mejni prehodi Gruškovje, Obrežje in Jelšane ter železniški mejni prehod Dobova. Še danes se nadzor izvaja na morski točki v Luki Koper ter zračni točk na letališču Jožeta Pučnika Ljubljana.

## Schengensko območje v odnosu do drugih struktur Evropske unije
| Podpisan Veljaven Dokument    | 1948 Bruseljska pogodba                                          | 1951 1952 Pariška pogodba   | 1954 1955 Modificirana bruseljska pogodba   | 1957 1958 Rimska pogodba                    | 1965 1967 Pogodba o združitvi               | 1975 N/A Sklep Evropskega sveta             | 1985 1995 Schengenski sporazum              | 1986 1987 Enotni evropski akt               | 1992 1993 Maastrichtska pogodba             | 1992 1993 Maastrichtska pogodba | 1997 1999 Amsterdamska pogodba | 2001 2003 Pogodba iz Nice | 2007 2009 Lizbonska pogodba | 2007 2009 Lizbonska pogodba |  |
|                               |                                                                  |                             |                                             |                                             |                                             |                                             |                                             |                                             |                                             |                                 |                                |                           |                             |                             |  |
| Trije stebri Evropske unije : |                                                                  |                             |                                             |                                             |                                             |                                             |                                             |                                             |                                             |                                 |                                |                           |                             |                             |  |
| Evropske skupnosti:           |                                                                  |                             |                                             |                                             |                                             |                                             |                                             |                                             |                                             |                                 |                                |                           |                             |                             |  |
|                               | Evropska skupnost za jedrsko energijo (EURATOM)                  |                             |                                             |                                             |                                             |                                             |                                             |                                             |                                             |                                 |                                |                           |                             |                             |  |
|                               |                                                                  |                             | Evropska skupnost za premog in jeklo (ESPJ) | Evropska skupnost za premog in jeklo (ESPJ) | Evropska skupnost za premog in jeklo (ESPJ) | Evropska skupnost za premog in jeklo (ESPJ) | Pogodba potekla l. 2002                     | Pogodba potekla l. 2002                     | Pogodba potekla l. 2002                     |                                 | Evropska unija (EU)            | Evropska unija (EU)       |                             |                             |  |
|                               |                                                                  |                             | Evropska gospodarska skupnost (EGS)         |                                             |                                             |                                             |                                             |                                             |                                             |                                 | Evropska unija (EU)            | Evropska unija (EU)       |                             |                             |  |
|                               |                                                                  |                             |                                             | Schengenska pravila                         |                                             |                                             | Evropska skupnost (EC)                      | Evropska skupnost (EC)                      |                                             |                                 | Evropska unija (EU)            | Evropska unija (EU)       |                             |                             |  |
|                               |                                                                  | TREVI                       | TREVI                                       | TREVI                                       | Pravo in notranje zadeve                    |                                             | Evropska skupnost (EC)                      | Evropska skupnost (EC)                      |                                             |                                 | Evropska unija (EU)            | Evropska unija (EU)       |                             |                             |  |
|                               | Policijsko in pravosodno sodelovanje v kazenskih zadevah (PPSKZ) | TREVI                       | TREVI                                       | TREVI                                       | Pravo in notranje zadeve                    |                                             |                                             |                                             |                                             |                                 | Evropska unija (EU)            | Evropska unija (EU)       |                             |                             |  |
|                               |                                                                  |                             |                                             |                                             | Evropsko politično sodelovanje (EPS)        | Skupna zunanja in varnostna politika (SZVP) | Skupna zunanja in varnostna politika (SZVP) | Skupna zunanja in varnostna politika (SZVP) | Skupna zunanja in varnostna politika (SZVP) |                                 | Evropska unija (EU)            | Evropska unija (EU)       |                             |                             |  |
| Nepovezana telesa             | Nepovezana telesa                                                | Zahodnoevropska unija (WEU) | Zahodnoevropska unija (WEU)                 | Zahodnoevropska unija (WEU)                 | Zahodnoevropska unija (WEU)                 | Zahodnoevropska unija (WEU)                 | Zahodnoevropska unija (WEU)                 |                                             |                                             |                                 |                                | Evropska unija (EU)       |                             |                             |  |
| Nepovezana telesa             | Nepovezana telesa                                                | Zahodnoevropska unija (WEU) | Zahodnoevropska unija (WEU)                 | Zahodnoevropska unija (WEU)                 | Zahodnoevropska unija (WEU)                 | Zahodnoevropska unija (WEU)                 | Zahodnoevropska unija (WEU)                 | Pogodba preklicana l. 2011                  |                                             |                                 |                                |                           |                             |                             |  |
|                               |                                                                  |                             |                                             |                                             |                                             |                                             |                                             |                                             |                                             |                                 |                                | p · p · u · z             |                             |                             |  |

## Letalski promet znotraj Schengenskih držav
Za lete znotraj Schengenskega območja(bodisi med različnimi državami članic Schengenskega sporazuma ali znotraj posamezne Schengenske države), varnostni organi, upravljavec letališča in letalski prevozniki niso pooblaščeni za izvajanje nadzora potovalnih dokumentov potnikov znotraj Schengenskih držav. Pristojni so za izvajanje varnostih pregledov, ob katerem pa od potnika lahko zahtevajo vstopni kupon in osebno izkaznico ali potni list, vendar zgolj za identifikacijo potnika ali komercialne namene. Po smernicah Evropske komisije, naj bi bil potnik, ki potuje znotraj Schengenskega območja deležen pregleda dokumetov pri opravljanju prijave na let, pred vstopom v mednarodno območje letališča oziroma pred vkrcanjem potnika na letalo, pri izhodu. Praviloma potnikovi dokument ne bi bili potreben pregleda več kot na eni od navedenih varnostnih točk, pa vendar se v navadi identifikacija potnika izvaja povsod. Razlog za to so vedno večje število migrantov, katerih cilj je priti znotraj Schengenskega območja. Za potovanje znotraj Schengenskih držav navadno zadostuje osebna iskaznica, ki je pri nekaterih državah lahko veljavnost dokumenta pretečena tudi nekaj let. Veliko vlogo pri tem imajo tudi letalske družbe, ki si lahko izmislijo svoje dodatne pogoje za potovanje. V primeru potovanja iz Schengenskega območja v območje ki ni Schengensko je potrebna mejna kontrola dokumentov, prav tako je za potnike, ki potujejo iz ne Schengenskih držav v Schengensko območje. Potniki, ki prihajajo iz tretjih držav si morajo v večini primerov priskrbeti Schengen vizo in preveriti zahteve države in letalskega prevoznika o pogojih trajanja veljavnosti dokumenta in o pogojih vstopa na Schengensko območje. Pogoji vstopa posameznih državljanov se razlikujejo med seboj. V primeru ne izpolnjevanja pogojev, je potnik letalskega prometa zavrnjen na mejnem prehodu, oglobljen in napoten v državo za katero izpolnjuje pogoje vstopa. Enako je v primeru, če potnik ne upošteva časovne omejitve bivanja v gostujoči državi ali časovne omejitve vize. Tudi v tem primeru se izda globa in oseba je v prekrškovnem ali kazenskem postopku.